# Osteel
Osteel egy község Németországban, az Aurichi járásban. Lakosainak száma 2117 fő (2023. december 31.).

## Népessége
| Lakosok száma | 2211 | 2188 | 2146 | 2128 | 2134 | 2117 |
|               | 2016 | 2017 | 2019 | 2021 | 2022 | 2023 |